# Besson H-3
Le Besson H-3 était un hydravion biplace de tourisme français de l'entre-deux-guerres. Faute de débouchés pour l'aviation de loisirs dans les années qui suivirent la fin de la Première Guerre mondiale le prototype resta sans suite.  
Au Salon de la locomotion aérienne de Paris en 1919 Marcel Besson exposa un petit hydravion triplan biplace à coque équipé d’un moteur le Rhône de 60 ch. Posé sur une  coque classique à flancs plats et simple redan, la voilure comportait trois plans égaux en envergure, tenue par une mâture simplifiée : trois mâts triangulés constituaient la cabane et supportaient le moteur, un mât de chaque côté tenait l’entreplan, l’ensemble était raidi par câbles souples. L’empennage comportait un plan horizontal contreventé et un gouvernail de direction à compensation aérodynamique. L’hélice était tractive et deux personnes prenaient place côte-à-côte dans un poste ouvert protégé par un pare-brise situé au droit du bord d’attaque du plan inférieur. 
Sous-motorisé, cet appareil fut équipé l’année suivante avec un Clerget 130 ch. Il devait rester unique.

## Sources
1. ↑  Flight no 575 du 1er janvier 1920 p. 11
2. ↑  Flight no 575 du 1er janvier 1920 p. 10